# 2002年チェコ議会下院選挙
2002年チェコ議会下院選挙（2002ねんチェコぎかいかいんせんきょ）は、中欧地域に位置するチェコ共和国の立法府下院である代議院を構成する議員を選出するため2002年6月14日と15日の二日間にかけて投票が行われた選挙である。

## 選挙制度の概要
代議院議員選挙における制度の概要を説明する。
- 選挙権・被選挙権：満18歳以上／満21歳以上
- 議員定数：200議席
- 議員任期：4年
- 制度：比例代表制（拘束名簿式）
- 議席配分方法：ドント方式。
- 選挙区：全国を14選挙区に分割。200議席を選挙区ごとに配分
- 選挙区定数の範囲：5～25議席
- 投票方法：政党候補者名簿に投票。拘束名簿式であるが、投票者は選択した政党候補者名簿の中から最大候補者2名までの選好投票をすることが可能。総投票数の7％以上の選好投票を集めた候補者は候補者名簿の一位に移動する。議席配分は変更後の候補者名簿にて行われる。
- 阻止条項：単独政党では全国集計で5％以上。政党連合の場合、2党で10％、3党では15％、4党以上は20％となっている。

## 主要政党
主な政党について紹介する（前回選挙で2％以上の得票を得た政党を対象）。
チェコ社会民主党。ČSSD（Česká strana sociálně demokratická）
社会民主主義を志向する中道左派政党。前回選挙（1998年）で第一党となり、ODSの協力で少数単独政権を発足させた。
市民民主党。ODS（Občanská demokratická strana）
ビロード革命を主導した市民フォーラム内の自由主義派が、1991年に結成した中道右派政党。
チェコ・モラビア共産党。KSČM（Komunistická strana Čech a Moravy）
チェコスロバキア共産党のチェコ地域における下部組織として1990年に発足。共産主義政党。
Koalice KDU-ČSL, US-DEU
キリスト教民主連合-チェコスロバキア人民党（KDU-ČSL）と自由連合-民主連合（US-DEU）による連合名簿。
キリスト教民主連合-チェコスロバキア人民党（KDU-ČSL）
1919年に結成されたチェコスロバキア人民党が、1992年に現在の政党名に改めたものである。
自由連合-民主連合（US-DEU）
ODSを1997年に離党したグループが結成した自由連合（US）と、民主連合（DEU）が合同した政党。
独立候補連盟。（Sdružení nezávislých kandidátů：SNK）
独立系の地方政治家らを中心として2000年に結成された。
チェコ緑の党（SZ：Strana zelených）
チェコ共和国における環境保護政党で、1990年1月に結成された。前回の選挙では議席を獲得することは出来なかった。

## 選挙結果
投票日：2002年6月14日～15日
| 登録有権者数 | 8,264,484 |
| 投票者数     | 4,793,706 |
| 投票率       | 58.00%    |
| 投票数       | 4,789,145 |
| 有効投票数   | 4,768,006 |
| 有効投票率   | 99.56%    |

| 党派                          | 得票数    | 得票率 | 議席数 | 議席率 |
| ----------------------------- | --------- | ------ | ------ | ------ |
| チェコ社会民主党 ČSSD         | 1,440,279 | 30.20  | 70     | 35.00  |
| 市民民主党 ODS                | 1,166,975 | 24.47  | 58     | 29.00  |
| ボヘミア・モラビア共産党 KSČM | 882,653   | 18.51  | 41     | 20.50  |
| Koalice KDU-ČSL, US-DEU       | 680,671   | 14.27  | 31     | 15.50  |
| 独立候補連盟 SNK              | 132,699   | 2.78   | 0      | 0.00   |
| チェコ緑の党 SZ               | 112,929   | 2.36   | 0      | 0.00   |
| その他の政党                  | 351,800   | 7.28   | 0      | 0.00   |
| 合計                          | 4,768,006 |        | 200    |        |

出典：Election for the Chamber of Deputies of the Parliament of the Czech Republic held on 14. - 15.6.2002（チェコ統計局の2002年代議院議員選挙資料）
Total voting results（投票率及び党派別得票）
Allocation of regional seats（党派別議席数）
注：得票率が2％に満たなかった政党及び連合名簿の得票については「その他の政党」として一括掲載した。